# Slike Bleiburga
»Slike Bleiburga« singl je Marka Perkovića Thompsona iz 2025. godine s nadolazećeg albuma Hodočasnik.
Pjesma evocira sjećanje na tragične događaje povezane s Bleiburgom povodom 80. godišnjice bleiburške tragedije.
Glazbu i tekst potpisuje sam Thompson, dok su na aranžmanu sudjelovali njegovi dugogodišnji suradnici: Ante Padovan, Branimir Mihaljević i Duje Ivić. 
Tim glazbenika koji je sudjelovao u izvedbi pjesme čine: Ante Padovan (električna i akustična gitara), Branimir Mihaljević (klavijature i gitara), Mario Klarić (bubnjevi) i Ante Jurinović (bas gitara). Gudačku sekciju činili su Matej Mihaljević, Jelena Knezović i Martin Kutnar, a četrnaest izvođača doprinijelo je pratećim vokalima.
Atmosferu povijesnog konteksta pojačavaju kadrovi iz filma Četverored redatelja Jakova Sedlara.
Pjesma je objavljena dva mjeseca uoči koncerta na zagrebačkom Hipodromu, zakazanoga za 5. srpnja 2025. godine.